# Manfred Bopp
Manfred Bopp (* 15. Februar 1936 in Stuttgart; † 12. Januar 2006 in Bad Cannstatt) war ein deutscher Fußballspieler.

## Karriere
Bopp begann in der Jugendabteilung des Stuttgarter SC mit dem Fußballspielen und rückte 19-jährig in deren erste Mannschaft auf, für die er seine Premierensaison in der drittklassigen 1. Amateurliga Württemberg bestritt. Abstiegsbedingt absolvierte er für seine Mannschaft drei weitere Spielzeiten in der 2. Amateurliga Württemberg, bevor er zu den Stuttgarter Kickers in die Oberliga Süd wechselte. Auch mit diesem Verein stieg er am Ende seiner Premierensaison – ebenfalls als Tabellenletzter – ab. Sein Debüt in der seinerzeit höchsten deutschen Spielklasse, in der er lediglich fünfmal zum Einsatz kam,  gab er am 19. September 1959 (5. Spieltag) bei der 1:7-Niederlage im Auswärtsspiel gegen Kickers Offenbach.
Von 1960 bis 1963 bestritt er 78 Punktspiele in der 2. Oberliga Süd, in denen ihm sechs Tore gelangen. Seine letzte Saison bestritt er mit dem Verein – nach Einführung der Bundesliga – in der nunmehr zweitklassigen Regionalliga Südwest. Nach 14 Punktspielen, in denen er ein Tor erzielte und einem Spiel um den DFB-Pokal – der 0:3-Niederlage am 8. April 1964 im Heimspiel der 1. Runde gegen den SV Phönix 03 Ludwigshafen – endete seine Zeit auf der Waldau. In Waiblingen spielte er noch für den ortsansässigen SKV Waiblingen und zuletzt für den in Fellbach beheimateten TSV Schmiden.

## Sonstiges
Rudolf Kurz, der in den 1920ern auch als Fußballspieler für die Stuttgarter Kickers aktiv gewesen ist, war sein Onkel.